# Chrzanów (województwo dolnośląskie)
Chrzanów (niem. Zaumgarten) – wieś w Polsce położona w województwie dolnośląskim, w powiecie wrocławskim, w gminie Kobierzyce.

## Podział administracyjny
W latach 1975–1998 miejscowość administracyjnie należała do województwa wrocławskiego.

## Archeologia
Na terenie wsi oraz pobliskiego Domasławia archeolodzy odkryli podczas badań ratowniczych w 2006 roku, ponad 900 grobów ciałopalnych należących do ludności kultury łużyckiej.